# النبؤة (فلم)
النبؤة (بالإنجليزية: Prophecy) هو فيلم رعب أمريكي تم عرضه عام 1979 ويدور حول تسبب أحد مصانع الورق في تلويث مياه مجري مائي مما أدى إلي إجهاض الحوامل من الهنود المحليون و خلق كائن بشع يشبه الدب يحوم حول الغابة ويفترس البشر وتصل مدة عرضه 102 دقيقة

## الممثلين
- تاليا شير
- روبرت فوكسورث
- أرماند أسانتي
- ريتشارد ديسارت

## فريق العمل
- إخراج: جون فرانكنهايمر
- سيناريو: ديفيد سيلتزر

## الميزانية والإيرادات
بلغت تكلفة إنتاج الفيلم حوالي 12 مليون دولار بينما حقق أرباحا تقدر بـ 54000000 دولار.

## وصلات خارجية
- مقالات تستعمل روابط فنية بلا صلة مع ويكي بيانات